# Olimpia Pallavolo 2022-2023
Questa voce raccoglie le informazioni riguardanti l'Olimpia Pallavolo nelle competizioni ufficiali della stagione 2022-2023.

## Stagione
Nella stagione 2022-23 l'Olimpia Pallavolo assume la denominazione sponsorizzata di Agnelli Tipiesse Bergamo.
Partecipa per la tredicesima volta, la settima consecutiva, alla Serie A2; chiude la regular season di campionato al sesto posto in classifica, qualificandosi per i play-off promozione dove giunge in finale perdendo la serie contro la Callipo.
Il quarto posto in classifica al termine del girone di andata, consente all'Olimpia Pallavolo di partecipare alla Coppa Italia di Serie A2, dove viene eliminata in semifinale dalla Callipo.

## Organigramma societario
Area direttiva
- Presidente: Angelo Agnelli
- Presidente Onorario: Giuseppe Carenini, Nuccio Longhi
- Vicepresidente: Andrea Callioni, Carlo Perego
- Direttore Generale: Igino Oliveto
- Direttore Sportivo: Vito Insalata
- Team Manager: Sirio Tomaino
- Responsabile Segreteria: Michele Mologni
- Amministrazione: Samanta Ranaboldo

Area tecnica
- Allenatore: Gianluca Graziosi (fino al 28 febbraio 2023), Daniele Morato (dal 1º marzo 2023)
- Allenatore in seconda: Daniele Morato (fino al 1º marzo 2023), Massimo Redaelli (dal 2 marzo 2023)
- Scout Man: Federico Bigoni

Area comunicazione
- Ufficio Stampa: Federico Errante
- Social Media Manager: Simona Matulich
- Grafica: Chiara Troso
- Webmaster: Andrea Belussi
- Fotografo: Luca Giuliani, Roberto Marini

Area marketing
- Responsabile Marketing & Comunicazione: Paolo Bresciani

Area sanitaria
- Responsabile Staff Medico: Maurizio Mura
- Preparatore Atletico: Nicola Gibellini
- Fisioterapista: Matteo Bonfanti
- Massofisioterapista: Federico Carenini
- Nutrizionista: Marta Gamba

## Rosa
| N° | Nome                | Ruolo | Data di nascita  | Nazionalità sportiva |
| -- | ------------------- | ----- | ---------------- | -------------------- |
| 1  | Riccardo Copelli    | C     | 16 marzo 1996    | Italia               |
| 3  | Tim Held            | S     | 17 aprile 1998   | Italia               |
| 5  | Mattia Catone       | P     | 17 novembre 2001 | Italia               |
| 6  | Tommaso Lavorato    | C     | 21 maggio 2003   | Italia               |
| 7  | Antonio Cargioli    | C     | 5 novembre 1994  | Italia               |
| 8  | Roberto Cominetti   | S     | 20 aprile 1997   | Italia               |
| 9  | Alessandro Toscani  | L     | 18 luglio 1998   | Italia               |
| 10 | Mitja Pahor         | S     | 28 giugno 2000   | Italia               |
| 11 | Andrea Baldi        | O     | 4 dicembre 2000  | Italia               |
| 12 | Riccardo Mazzon     | S     | 31 gennaio 1996  | Italia               |
| 13 | Massimiliano Cioffi | C     | 24 luglio 1992   | Italia               |
| 14 | Williams Padura     | O     | 24 ottobre 1986  | Italia               |
| 15 | Matteo De Luca      | L     | 15 aprile 2002   | Italia               |
| 17 | Igor Jovanović      | P     | 17 maggio 1990   | Serbia               |

## Mercato
| Acquisti | Acquisti           | Acquisti         | Acquisti   |
| R.       | Nome               | da               | Modalità   |
| -------- | ------------------ | ---------------- | ---------- |
| P        | Mattia Catone      | Pineto           | definitivo |
| S        | Roberto Cominetti  | Tricolore        | definitivo |
| C        | Riccardo Copelli   | Libertas Brianza | definitivo |
| S        | Tim Held           | Tricolore        | definitivo |
| P        | Igor Jovanović     | Almería          | definitivo |
| C        | Tommaso Lavorato   | Milano           | definitivo |
| S        | Riccardo Mazzon    | Mondovì          | definitivo |
| S        | Mitja Pahor        | Team Volley      | definitivo |
| L        | Alessandro Toscani | New Mater        | definitivo |

| Cessioni | Cessioni            | Cessioni       | Cessioni   |
| R.       | Nome                | a              | Modalità   |
| -------- | ------------------- | -------------- | ---------- |
| S        | Lorenzo Abosinetti  | Cisano         | definitivo |
| P        | Giovanni Ceccato    | Castellana     | definitivo |
| L        | Francesco D'amico   | Lube           | definitivo |
| P        | Juan Ignacio Finoli | Emma Villas    | definitivo |
| C        | Jacopo Larizza      | Prisma Taranto | definitivo |
| S        | Nicolò Mancin       | Castellana     | definitivo |
| S        | Marco Pierotti      | Porto Viro     | definitivo |
| S        | Jernej Terpin       | Callipo        | definitivo |

## Risultati

### Serie A2

#### Girone di andata
| 1ª Giornata - 9 ottobre 2022 PalaFrancescucci, Casnate con Bernate    | Libertas Brianza  | 0 - 3 | Olimpia Bergamo     | 17-25, 14-25, 21-25               |
| 2ª Giornata - 16 ottobre 2022 Palazzetto dello Sport, Bergamo         | Olimpia Bergamo   | 3 - 1 | Prata               | 25-22, 20-25, 25-23, 25-20        |
| 3ª Giornata - 19 ottobre 2022 PalaCosta, Ravenna                      | Porto Robur Costa | 0 - 3 | Olimpia Bergamo     | 21-25, 23-25, 19-25               |
| 4ª Giornata - 24 ottobre 2022 Palazzetto dello Sport, Bergamo         | Olimpia Bergamo   | 3 - 0 | Porto Viro          | 25-21, 25-21, 25-18               |
| 5ª Giornata - 30 ottobre 2022 PalaGrotte, Castellana Grotte           | New Mater         | 3 - 2 | Olimpia Bergamo     | 25-23, 25-20, 21-25, 21-25, 15-13 |
| 6ª Giornata - 6 novembre 2022 PalaBigi, Reggio nell'Emilia            | Tricolore         | 3 - 1 | Olimpia Bergamo     | 25-23, 20-25, 25-21, 34-32        |
| 7ª Giornata - 12 novembre 2022 Palazzetto dello Sport, Bergamo        | Olimpia Bergamo   | 3 - 1 | Motta               | 25-22, 25-22, 26-28, 25-16        |
| 8ª Giornata - 20 novembre 2022 Palasport Grottazzolina, Grottazzolina | M&G               | 3 - 1 | Olimpia Bergamo     | 25-20, 25-20, 23-25, 25-22        |
| 9ª Giornata - 27 novembre 2022 Palazzetto dello Sport, Bergamo        | Olimpia Bergamo   | 2 - 3 | Lupi Santa Croce    | 20-25, 25-22, 25-27, 25-20, 13-15 |
| 10ª Giornata - 3 dicembre 2022 Palazzetto dello Sport, Bergamo        | Olimpia Bergamo   | 3 - 1 | Rinascita Lagonegro | 25-22, 25-21, 25-27, 33-31        |
| 11ª Giornata - 8 dicembre 2022 PalaSanFilippo, Brescia                | Atlantide Brescia | 3 - 2 | Olimpia Bergamo     | 27-25, 16-25, 25-20, 22-25, 15-13 |
| 12ª Giornata - 11 dicembre 2022 PalaCastagnaretta, Cuneo              | Cuneo             | 3 - 1 | Olimpia Bergamo     | 22-25, 25-16, 25-23, 25-21        |
| 13ª Giornata - 17 dicembre 2022 Palazzetto dello Sport, Bergamo       | Olimpia Bergamo   | 3 - 2 | Callipo             | 24-26, 23-25, 25-21, 25-22, 15-12 |

#### Girone di ritorno
| 14ª Giornata - 26 dicembre 2022 Palazzetto dello Sport, Bergamo    | Olimpia Bergamo     | 3 - 0 | Libertas Brianza  | 25-23, 29-27, 25-15               |
| 15ª Giornata - 7 gennaio 2023 PalaPrata, Prata di Pordenone        | Prata               | 3 - 1 | Olimpia Bergamo   | 25-21, 17-25, 25-20, 25-19        |
| 16ª Giornata - 15 gennaio 2023 Palazzetto dello Sport, Bergamo     | Olimpia Bergamo     | 3 - 1 | Porto Robur Costa | 25-23, 12-25, 25-22, 25-19        |
| 17ª Giornata - 22 gennaio 2023 Palazzetto dello Sport, Porto Viro  | Porto Viro          | 3 - 0 | Olimpia Bergamo   | 25-22, 25-21, 25-23               |
| 18ª Giornata - 29 gennaio 2023 Palazzetto dello Sport, Bergamo     | Olimpia Bergamo     | 1 - 3 | New Mater         | 21-25, 20-25, 25-23, 17-25        |
| 19ª Giornata - 11 febbraio 2023 Palazzetto dello Sport, Bergamo    | Olimpia Bergamo     | 3 - 0 | Tricolore         | 25-18, 25-18, 25-22               |
| 20ª Giornata - 17 febbraio 2023 PalaBarbazza, San Donà di Piave    | Motta               | 3 - 1 | Olimpia Bergamo   | 17-25, 25-23, 25-21, 25-21        |
| 21ª Giornata - 25 febbraio 2023 Palazzetto dello Sport, Bergamo    | Olimpia Bergamo     | 2 - 3 | M&G               | 25-20, 25-17, 26-28, 20-25, 12-15 |
| 22ª Giornata - 5 marzo 2023 PalaParenti, Santa Croce sull'Arno     | Lupi Santa Croce    | 0 - 3 | Olimpia Bergamo   | 24-26, 22-25, 16-25               |
| 23ª Giornata - 12 marzo 2023 Palasport Villa D'Agri, Marsicovetere | Rinascita Lagonegro | 1 - 3 | Olimpia Bergamo   | 33-35, 19-25, 25-19, 20-25        |
| 24ª Giornata - 19 marzo 2023 Palazzetto dello Sport, Bergamo       | Olimpia Bergamo     | 3 - 2 | Atlantide Brescia | 22-25, 27-25, 25-21, 23-25, 15-11 |
| 25ª Giornata - 25 marzo 2023 Palazzetto dello Sport, Bergamo       | Olimpia Bergamo     | 3 - 0 | Cuneo             | 25-18, 26-24, 25-16               |
| 26ª Giornata - 2 aprile 2023 PalaMaiata, Vibo Valentia             | Callipo             | 3 - 0 | Olimpia Bergamo   | 25-21, 25-13, 25-15               |

#### Play-off promozione
| Quarti di finale (gara 1) - 16 aprile 2023 Palazzetto dello Sport, Porto Viro | Porto Viro       | 1 - 3 | Olimpia Bergamo  | 24-26, 20-25, 25-22, 21-25        |
| Quarti di finale (gara 2) - 19 aprile 2023 Palazzetto dello Sport, Bergamo    | Olimpia Bergamo  | 3 - 1 | Porto Viro       | 18-25, 25-23, 26-24, 25-20        |
| Semifinali (gara 1) - 26 aprile 2023 PalaFrancescucci, Casnate con Bernate    | Libertas Brianza | 3 - 2 | Olimpia Bergamo  | 19-25, 25-21, 25-27, 30-28, 15-11 |
| Semifinali (gara 2) - 30 aprile 2023 Palazzetto dello Sport, Bergamo          | Olimpia Bergamo  | 3 - 2 | Libertas Brianza | 16-25, 25-12, 25-15, 22-25, 15-5  |
| Semifinali (gara 3) - 3 maggio 2023 PalaFrancescucci, Casnate con Bernate     | Libertas Brianza | 0 - 3 | Olimpia Bergamo  | 20-25, 13-25, 16-25               |
| Finale (gara 1) - 7 maggio 2023 PalaMaiata, Vibo Valentia                     | Callipo          | 3 - 0 | Olimpia Bergamo  | 25-14, 32-30, 25-16               |
| Finale (gara 2) - 10 maggio 2023 Palazzetto dello Sport, Bergamo              | Olimpia Bergamo  | 0 - 3 | Callipo          | 19-25, 18-25, 14-25               |
| Finale (gara 3) - 14 maggio 2023 PalaMaiata, Vibo Valentia                    | Callipo          | 3 - 0 | Olimpia Bergamo  | 25-18, 25-17, 25-18               |

### Coppa Italia di Serie A2
| Quarti di finale - 29 dicembre 2022 Palazzetto dello Sport, Bergamo | Olimpia Bergamo | 3 - 0 | M&G             | 25-16, 25-22, 25-15 |
| Semifinali - 18 gennaio 2023 PalaMaiata, Vibo Valentia              | Callipo         | 3 - 0 | Olimpia Bergamo | 34-32, 25-23, 25-22 |

## Statistiche

### Statistiche di squadra
| Competizione             | Punti | In casa | In casa | In casa | In trasferta | In trasferta | In trasferta | Totale | Totale | Totale |
| Competizione             | Punti | G       | V       | P       | G            | V            | P            | G      | V      | P      |
| ------------------------ | ----- | ------- | ------- | ------- | ------------ | ------------ | ------------ | ------ | ------ | ------ |
| Serie A2                 | 44    | 16      | 12      | 4       | 18           | 6            | 12           | 34     | 18     | 16     |
| Coppa Italia di Serie A2 |       | 1       | 1       | 0       | 1            | 0            | 1            | 2      | 1      | 1      |
| Totale                   | -     | 17      | 13      | 4       | 19           | 6            | 13           | 36     | 19     | 17     |

G = partite giocate; V = partite vinte; P = partite perse 

### Statistiche dei giocatori
| Giocatore    | Serie A2 | Serie A2 | Serie A2 | Serie A2 | Serie A2 | Coppa Italia di Serie A2 | Coppa Italia di Serie A2 | Coppa Italia di Serie A2 | Coppa Italia di Serie A2 | Coppa Italia di Serie A2 | Totale | Totale | Totale | Totale | Totale |
| Giocatore    | P        | PT       | AV       | MV       | BV       | P                        | PT                       | AV                       | MV                       | BV                       | P      | PT     | AV     | MV     | BV     |
| ------------ | -------- | -------- | -------- | -------- | -------- | ------------------------ | ------------------------ | ------------------------ | ------------------------ | ------------------------ | ------ | ------ | ------ | ------ | ------ |
| A. Baldi     | 15       | 17       | 13       | 4        | 0        | 1                        | 1                        | 1                        | 0                        | 0                        | 16     | 18     | 14     | 4      | 0      |
| A. Cargioli  | 30       | 200      | 141      | 54       | 5        | 2                        | 13                       | 9                        | 3                        | 1                        | 32     | 213    | 150    | 57     | 6      |
| M. Catone    | 28       | 7        | 4        | 2        | 1        | 2                        | 0                        | 0                        | 0                        | 0                        | 30     | 7      | 4      | 2      | 1      |
| M. Cioffi    | 16       | 42       | 27       | 15       | 0        | 0                        | 0                        | 0                        | 0                        | 0                        | 16     | 42     | 27     | 15     | 0      |
| R. Cominetti | 33       | 426      | 365      | 21       | 40       | 2                        | 29                       | 22                       | 2                        | 5                        | 35     | 455    | 387    | 23     | 45     |
| R. Copelli   | 34       | 319      | 223      | 86       | 10       | 2                        | 20                       | 11                       | 7                        | 2                        | 36     | 339    | 234    | 93     | 12     |
| M. De Luca   | 1        | 0        | 0        | 0        | 0        | 0                        | 0                        | 0                        | 0                        | 0                        | 1      | 0      | 0      | 0      | 0      |
| T. Held      | 29       | 483      | 388      | 30       | 65       | 2                        | 22                       | 19                       | 3                        | 0                        | 31     | 505    | 407    | 33     | 65     |
| I. Jovanović | 28       | 74       | 30       | 29       | 15       | 2                        | 4                        | 1                        | 1                        | 2                        | 30     | 78     | 31     | 30     | 17     |
| T. Lavorato  | 9        | 1        | 0        | 0        | 1        | 0                        | 0                        | 0                        | 0                        | 0                        | 9      | 1      | 0      | 0      | 1      |
| R. Mazzon    | 28       | 85       | 68       | 10       | 7        | 1                        | 0                        | 0                        | 0                        | 0                        | 29     | 85     | 68     | 10     | 7      |
| W. Padura    | 34       | 522      | 434      | 44       | 44       | 2                        | 25                       | 20                       | 5                        | 0                        | 36     | 547    | 454    | 49     | 44     |
| M. Pahor     | 29       | 2        | 1        | 0        | 1        | 2                        | 0                        | 0                        | 0                        | 0                        | 31     | 2      | 1      | 0      | 1      |
| A. Toscani   | 34       | 0        | 0        | 0        | 0        | 2                        | 0                        | 0                        | 0                        | 0                        | 36     | 0      | 0      | 0      | 0      |

P = presenze; PT = punti totali; AV = attacchi vincenti; MV = muri vincenti; BV = battute vincenti